# Hadrogryllacris certa
Hadrogryllacris certa är en insektsart som först beskrevs av Andrew Nelson Caudell 1909.  Hadrogryllacris certa ingår i släktet Hadrogryllacris och familjen Gryllacrididae. Inga underarter finns listade i Catalogue of Life.